# Институт комплексных транспортных проблем
ФГБУ «НЦКТП Минтранса России» (бывш. Институт комплексных транспортных проблем при Госплане СССР (ИКТП при Госплане СССР)) — федеральное государственное бюджетное учреждение в системе Министерства транспорта Российской Федерации.

## История
Научно-исследовательский институт, разрабатывающий проблемы планирования и комплексного развития единой транспортной системы СССР, а также взаимодействия различных видов транспорта, ведет свою историю с Секции по научной разработке проблем транспорта, находившейся в составе Академии Наук СССР.
При ИКТП имелась аспирантура (очная и заочная).
Находился: 107066, Москва, Нижняя Красносельская, 39.
Имел филиал в г. Киеве.

## Основные задачи института
совершенствование научного планирования развития и работы транспорта, обеспечение пропорциональности в развитии транспорта как отрасли с другими отраслями народного хозяйства и пропорций развития отдельных его видов в единой транспортной системе страны, прогнозирование развития единой транспортной системы и отдельных видов транспорта и др.

## Предыдущие названия и подчиненность
- Академии Наук СССР (1954—1960)
- Государственного научно-технического Совета Совета Министров СССР (1960—1962)
- Госплана Совета Министров СССР (1962—1991)
- Министерства экономики и прогнозирования СССР (1991—1993)
  - Распоряжением Совета Министров — Правительства Российской Федерации от 9 февраля 1993 г. № 196-р ликвидирован. На базе ликвидированного института организован Научный центр по комплексным проблемам и экономическому сотрудничеству в области транспорта Минэкономики России и Госкомсотрудничества России

## Издания ИКТП при Госплане СССР
Институт выпускал монографии и сборники статей (с 1956) по вопросам комплексного развития транспорта; с 1966 издавал «Труды».

## Руководство
Директора
- Хачатуров, Тигран Сергеевич (1955—1959)
- Козин, Борис Сергеевич (1974—1991)
- Арсенов, Вячеслав Иванович (1991—1993)
  - Заместители директора
    - Звонков, Василий Васильевич (1955—1965)

## Структура по состоянию на15 апреля1989г
- Отдел планирования и рационализации перевозок
- Отдел единой транспортной сети
- Отдел развития транспорта экономических районов
- Отдел общих экономических проблем развития транспорта
- Отдел комплексной эксплуатации транспорта
- Отдел транспортных узлов и промышленного транспорта
- Отдел планирования научно-технического прогресса и технических средств транспорта
- Отдел автоматизированной системы плановых расчётов на транспорте
- Отдел обще-транспортных проблем
- Отдел экономического сотрудничества с зарубежными странами в области транспорта
- Сектор энергетики транспорта
- Сектор математического и технического обеспечения автоматизации плановых расчетов
- Планово-экономический отдел
- Группа при Ученом секретаре
- Сектор картографических исследований транспортных проблем
- Редакционно-издательский отдел
- Научно-техническая библиотека
- Спецотдел
- Отдел кадров
- Бухгалтерия
- Канцелярия
- Группа материально-технического снабжения
- Подразделение оперативной полиграфии